# Bertrand Benezech
Pour les articles homonymes, voir Bénézech.
Bertrand Benezech né à Quillan le 11 décembre 1804 et mort à Montpellier le 6 mai 1852 est un sculpteur français.

## Biographie
Bertrand Benezech, sculpteur toulousain, élève de François-Joseph Bosio, est professeur de sculpture à Montpellier. Il prend part au Salon parisien de 1831. Un médaillon en plâtre exécuté par lui, conservé à Tarbes au Musée Massey, a figuré à l'Exposition centennale de l'art français en 1900.
Il est inhumé à Montpellier au cimetière Saint-Lazare.

## Œuvres
- Bustes, sous le même numéro, Salon de 1831 (no 2178).
- Tête colossale d'homme, étude en plâtre, Salon de 1831 (no 3097).
- Buste de femme, plâtre, Salon de 1831 (no 3098).
- Buste d'Hippocrate (1832), marbre blanc, faculté de médecine de Montpellier, salle du conseil, commande des médecins de l'immigration polonaise[1].
- Buste en terre crue de Jacques Lordat (1842), terre crue peinte, faculté de médecine de Montpellier, hall d'entrée[4].
- Guillaume Roques, peintre (vers 1835), buste en marbre, musée des Augustins de Toulouse.
- Le Contre-amiral Saint-Félix de Mauremont (vers 1840), buste en marbre, musée des Augustins de Toulouse.
- Benoît Joachim Arzac, buste en marbre, musée des Augustins de Toulouse.
- Le Rêve, étude de femme couchée, Exposition de Montpellier en 1839.
- Enfant sur un coussin, Exposition de Montpellier en 1839.
- Riquet, esquisse, Exposition de Montpellier en 1839.
- Buste d'homme, Exposition de Montpellier en 1839.
- Serre, ancien professeur a la Faculté de médecine de Montpellier, 1844, buste en plâtre, 65 cm, donné par la famille Serre aux Archives départementales de l'Hérault à Montpellier.
- La Madeleine dans le désert, plâtre, Tarbes, musée Massey, acquis par la ville.
- Le Docteur Lordat, buste en plâtre, Tarbes, musée Massey.
- M. de Pradel, médaillon en plâtre, Tarbes, musée Massey. Ce médaillon a figuré à l'Exposition centennale de l'art français en 1900 (no 1475).
- P.-J. Barthez, ancien chancelier de l'Université de médecine de Montpellier, buste en marbre, musée d'Art et d'Histoire de Narbonne.